# 26955 Lie
26955 Lie (1997 MR1) là một tiểu hành tinh vành đai chính được phát hiện ngày 30 tháng 6 năm 1997 bởi P. G. Comba ở Prescott. Nó được đặt theo tên Na Uy nhà toán học Sophus Lie.